# أولاد بن العايدي (أولاد سليمان)
أولاد بن العايدي هو دُوَّار يقع بجماعة زاوية سيدي بنحمدون، إقليم برشيد، جهة الدار البيضاء سطات في المملكة المغربية. ينتمي الدوّار لمشيخة أولاد سليمان التي تضم 16 دوارًا. يقدر عدد سكانه بـ 155 نسمة حسب الإحصاء الرسمي للسكان والسكنى لسنة 2004.

## وصلات خارجية
- البوابة الوطنية للجماعات الترابية
- المندوبية السامية للتخطيط